# Behzod Musaev

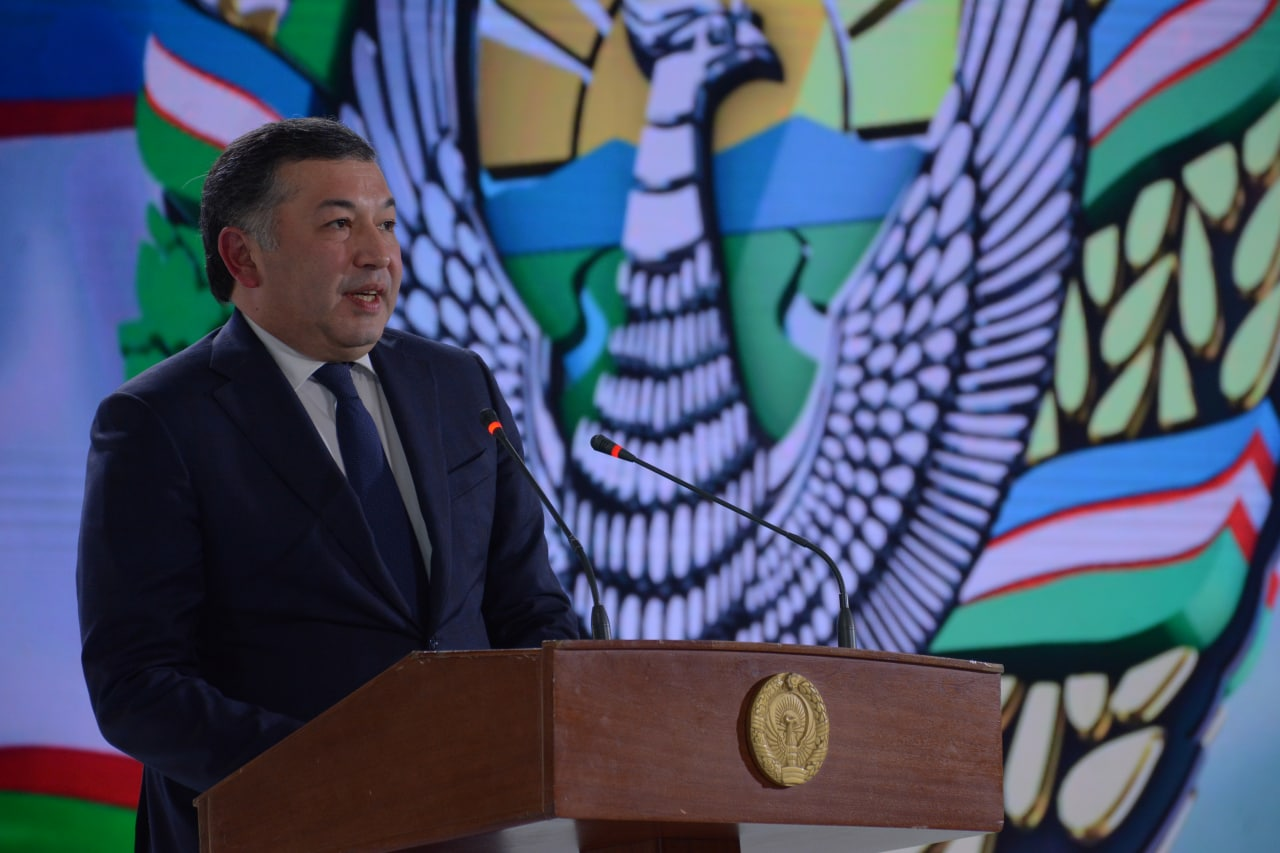
Behzod Musaev

Behzod Anvarovich Musaev (usbekisch Behzod Anvarovich Musayev; russisch Бехзод Анварович Мусаев, geboren 1973 in Taschkent) ist ein usbekischer Ökonom und Politiker.

## Leben
Musaev wurde 1973 in Taschkent geboren. 1995 schloss er sein Studium der Wirtschaftswissenschaften an der Staatlichen Wirtschaftsuniversität in Tashkent ab. Im Jahr 2004 absolvierte er die Lomonossow-Universität Moskau und promovierte im Fach Wirtschaftswissenschaften.
Er begann seine Tätigkeit 1995 bei der Nationalbank Usbekistans. Von 1998 bis 2002 arbeitete er im Finanzministerium.
Im Jahr 2002 wechselte er zur Rechnungskammer. Von 2006 bis 2010 war er deren Vorsitzender.
Im Jahr 2010 begann er seine Karriere im Staatlichen Steuerkomitee Usbekistans (GNK). Von 2010 bis 2011 arbeitete er als erster stellvertretender Vorsitzender des Staatlichen Steuerausschusses, wurde im März 2018 erneut zu dieser Position ernannt und ist seit Mai desselben Jahres Leiter der GNK.
Am 14. Mai 2020 wurde er durch Dekret des Präsidenten  von Usbekistan, Shavkat Mirziyoyev, zum stellvertretenden Ministerpräsidenten für soziale Entwicklung ernannt.
Im Juli 2020 wurde Behzod Musayev stellvertretender Ministerpräsident Usbekistans für soziale Entwicklung und fungierte gleichzeitig als Leiter des Gesundheitsministeriums, da der amtierende Minister Alisher Schadmanov in Behandlung war.

## Auszeichnungen
- Orden „Mehnat shuhrati“ (28. August 2020)